# 한국농촌문제연구소
한국농촌문제연구소는 농어촌의 현안과제 연구 ·분석하여 선진복지 농어촌건설을 목적으로 1989년 8월 24일 설립된 대한민국 농림수산식품부 소관의 사단법인이다. 사무실은 서울특별시 영등포구 여의도동 61-4, 라이프콤비 1215호에 있다.